# Maicel Uibo
Maicel Uibo , né le 27 décembre 1992 à Põlva, est un athlète estonien, spécialiste du décathlon.

## Biographie
À Athens (Géorgie), le 12 avril 2013, il bat son record personnel de 675 points en portant son score à 8 223 points, et améliore son record dans 9 épreuves sur 10. Il est étudiant à l'université de Géorgie. En 2014, son meilleur résultat est de 8 182 points, obtenus à Eugene, le 12 juin. Il bat son record personnel à Starkville le 15 mai 2015 en totalisant 8 326 points, meilleure performance mondiale. Puis le 11 juin 2015, il s'améliore ultérieurement en remportant les Championnats NCAA à Eugene, avec 8 356 points devant l'étudiant américano-espagnol Pau Tonnesen.
Aux championnats du monde en salle de Birmingham, les 2 et 3 mars 2018, Maicel Uibo améliore nettement ses records personnels dans 5 des 7 épreuves. Débutant la compétition avec un temps de 7 s 20 sur 60 m, il améliore son record en salle du saut en longueur avec 7,41 m. Au lancer du poids, il lance 14,30 m, proche de son record (14,53 m), avant d'améliorer son record au saut en hauteur avec une superbe performance de 2,17 m. Après cette première journée, l'Estonien pointe à la 3e place du classement avec 3 436 points. Le lendemain, il commence la seconde journée par améliorer son meilleur chrono de sa carrière sur 60 m haies en 8 s 19, puis saute 5,30 m au saut à la perche, là encore un record personnel. 4e avant la dernière épreuve, le 1000 m, à 15 points de l'Allemand Kai Kazmirek, il devance nettement celui-ci dans cette épreuve qu'il boucle en 2 min 38 s 51, record personnel. Auteur de 6 265 points pour son heptathlon, son record là aussi, Maicel Uibo parvient à décrocher la médaille de bronze derrière le Français Kévin Mayer, auteur de la meilleure performance mondiale de l'année avec 6 348 points, et le Canadien Damian Warner, qui bat le record du Canada avec 6 343 points. Il est le premier médaillé estonien de la discipline depuis Erki Nool, argent en 1999 à Maebashi.
En mai 2018, il termine 2e de l'Hypo-Meeting de Götzis en portant son record à 8 514 points, meilleure performance européenne de 2018.
Quelques minutes après sa femme Shaunae Miller-Uibo, médaillée d'argent sur 400 m, Maicel Uibo remporte le même métal lors des championnats du monde 2019 à Doha. A 26 ans, l'Estonien établit la meilleure marque de sa carrière avec 8 604 points, notamment grâce à trois records personnels, au lancer du poids (15,12 m), au 110 m haies (14 s 43) et au saut à la perche. Premier Estonien médaillé depuis Erki Nool en 2001 à Edmonton, il est devancé par l'Allemand Niklas Kaul.

## Vie personnelle
Il est le partenaire de longue date de la championne olympique bahaméenne du 400 m Shaunae Miller. Ils se sont mariés le 5 février 2017.

## Palmarès
| Date | Compétition                                | Lieu                                  | Résultat | Épreuve    | Points     |
| ---- | ------------------------------------------ | ------------------------------------- | -------- | ---------- | ---------- |
| 2013 | Championnats du monde                      | Moscou                                | 19e      | Décathlon  | 7 850 pts  |
| 2015 | Championnats du monde                      | Pékin                                 | 10e      | Décathlon  | 8 245 pts  |
| 2016 | Jeux olympiques                            | Rio de Janeiro                        | 24e      | Décathlon  | 7 170 pts  |
| 2016 | Décastar                                   | Talence                               | 2e       | Décathlon  | 8 071 pts  |
| 2017 | Championnats d'Europe en salle             | Belgrade                              | —        | Heptathlon | DNF        |
| 2017 | Championnats du monde                      | Londres                               | —        | Décathlon  | DNF        |
| 2018 | Championnats du monde en salle             | Birmingham                            | 3e       | Heptathlon | 6 265 pts  |
| 2018 | Hypo-Meeting                               | Götzis                                | 2e       | Décathlon  | 8 514 pts  |
| 2018 | Championnats d'Europe                      | Berlin                                | —        | Décathlon  | DNF        |
| 2019 | Hypo-Meeting                               | Götzis                                | 3e       | Décathlon  | 8 353 pts  |
| 2019 | Championnats d'Europe d'épreuves combinées | Lutsk                                 | 2e       | Décathlon  | 8 181 pts  |
| 2019 | Championnats du monde                      | Doha                                  | 2e       | Décathlon  | 8 604 pts  |
| 2019 | Coupe du monde des épreuves combinées      | Coupe du monde des épreuves combinées | 2e       | Décathlon  | 25 138 pts |
| 2021 | Jeux olympiques                            | Tokyo                                 | 15e      | Décathlon  | 8 037 pts  |
| 2022 | Championnats du monde                      | Eugene                                | 7e       | Décathlon  | 8 425 pts  |
| 2022 | Championnats d'Europe                      | Munich                                | 5e       | Décathlon  | 8 234 pts  |

## Records
| Épreuve           | Performance   | Lieu       | Date           |
| ----------------- | ------------- | ---------- | -------------- |
| 100 m             | 10 s 99       | Athens     | 11 avril 2013  |
| Saut en longueur  | 7,82 m        | Athens     | 11 avril 2013  |
| Lancer du poids   | 15,12 m       | Doha       | 2 octobre 2019 |
| Saut en hauteur   | 2,18 m        | Starkville | 14 mai 2015    |
| 400 m             | 50 s 24       | Pékin      | 28 août 2015   |
| 110 m haies       | 14 s 43       | Doha       | 3 octobre 2019 |
| Lancer du disque  | 49,14 m       | Athens     | 12 avril 2013  |
| Saut à la perche  | 5,40 m        | Doha       | 3 octobre 2019 |
| Lancer du javelot | 64,51 m       | Pékin      | 29 août 2015   |
| 1 500 m           | 4 min 25 s 53 | Pékin      | 29 août 2015   |
| Décathlon         | 8 604 pts     | Doha       | 3 octobre 2019 |

| Épreuve          | Performance   | Lieu         | Date            |
| ---------------- | ------------- | ------------ | --------------- |
| 60 mètres        | 7 s 16        | Albuquerque  | 14 mars 2014    |
| Saut en longueur | 7,41 m        | Birmingham   | 2 mars 2018     |
| Lancer du poids  | 14,53 m       | Fayetteville | 29 janvier 2016 |
| Saut en hauteur  | 2,17 m        | Birmingham   | 2 mars 2018     |
| 60 mètres haies  | 8 s 19        | Birmingham   | 3 mars 2018     |
| Saut à la perche | 5,30 m        | Birmingham   | 3 mars 2018     |
| 1 000 mètres     | 2 min 38 s 51 | Birmingham   | 3 mars 2018     |
| Heptathlon       | 6 265 pts     | Birmingham   | 3 mars 2018     |